# Georg Heinrich Grimsehl (Amtmann)
Georg Heinrich Grimsehl (* 13. Juni 1794 in Hameln; † 7. Juni 1867 in Hannover) war ein Königlich Hannoverscher Amtmann und Gründer einer Stiftung für wohltätige Zwecke.

## Leben
Georg Heinrich Grimsehl wurde zur Zeit der Personalunion zwischen Großbritannien und Hannover 1794 im Kurfürstentum Braunschweig-Lüneburg in der Stadt Hameln geboren und wuchs in die sogenannte „Franzosenzeit“ hinein.
Nach dem Königlich-Großbritannisch Hannoverschen Staatskalender auf das Jahr 1819 war Georg Heinrich Grimsehl seinerzeit als Amts-Assessor mit dem Zusatz „supernumerär“ im Amt Ilten tätig.
Noch nach der Annexion des Königreichs Hannover durch Preußen war Grimsehl in der nunmehr preußischen Provinz Hannover laut dem 1868 bei Kius gedruckten Amtsblatt offizieller Amtmann in Lilienthal. Er starb jedoch bereits im Vorjahr am 7. Juni 1867 in der ehemaligen Residenzstadt Hannover.

## Grimsehlweg
Der 1934 im hannoverschen Stadtteil Bothfeld angelegte Grimsehlweg ehrt durch seine Namensgebung den Mann, der laut dem Adressbuch der Stadt Hannover des Folgejahres 1935 „eine Stiftung für Wohlfahrtszwecke gemacht hat.“